# Cầu diệp mào
Cầu diệp mào hay cầu diệp trăm (danh pháp hai phần: Bulbophyllum pectinatum) là một loài phong lan thuộc chi Bulbophyllum. Loài này phân bố từ Assam (Ấn Độ) qua Đông Nam Á đến Đài Loan.